# Drepanosticta pan
Drepanosticta pan – gatunek ważki z rodziny Platystictidae.